# Glæsisvellir
Glæsisvellir (planícies cintilantes) foi um local de Jötunheim na mitologia escandinava. Em Glæsisvellir podia-se encontrar uma localização chamada Odinsaker (ou Údáinsakr, «a imortal Acre»), e todo aquele que ia ali regressava saudável e jovem, e por isso ninguém nunca morreu em Odinsaker. 
Na saga Hervarar, é o reino de Gudmund e o seu filho Höfund. Gudmund era um gigante amigável que foi popular nas sagas tardias. 